# Подкуйко Ірина Олександрівна
Ірина Олександрівна Подкуйко (нар. 18 червня 1989) — українська футболістка і футзалістка, воротар. Виступала в юнацькій збірній України WU-19.

## Клубна кар'єра
Починала кар'єру у футзалі у київському клубі «СоцТех». Перший тренер - Ольга Іванівна Голоденко.
В Україні на клубному рівні виступала в «Атекс-СДЮШОР №16» (Київ), «Житлобуд-1» (Харків), «Іллічівка» (Маріуполь), «Пантера» (Умань) та «Ятрань-Берестівець» (Умань). У 2012 році допомогла «Житлобуду-1» (Харків) виграти чемпіонату України.
У 2018 році Подкуйко переїхала до Туреччини, де підписала контракт з ALG Spor з Газіантепу, які напередодні початку сезону вийшла до Першої ліги чемпіонату Туреччини.

## Статистика виступів
Станом на 25 листопада 2018.
| Клуб     | Сезон   | Ліга       | Ліга  | Ліга | Континентальні | Континентальні | Національні | Національні | Загалом | Загалом |
| Клуб     | Сезон   | Дивізіон   | Матчі | Голи | Матчі          | Голи           | Матчі       | Голи        | Матчі   | Голи    |
| -------- | ------- | ---------- | ----- | ---- | -------------- | -------------- | ----------- | ----------- | ------- | ------- |
| ALG Spor | 2018–19 | Перша ліга | 5     | 0    | –              | –              | 0           | 0           | 5       | 0       |
| ALG Spor | Загалом | Загалом    | 5     | 0    | -              | -              | 0           | 0           | 5       | 0       |

## Досягнення

### У футзалі
- Чемпіонат України
  -  Бронзовий призер (2): 2005/06, 2006/07

### У футболі
«Житлобуд-1» (Харків)
- Чемпіонат України
  -  Чемпіон (1): 2012